# 비아 C7

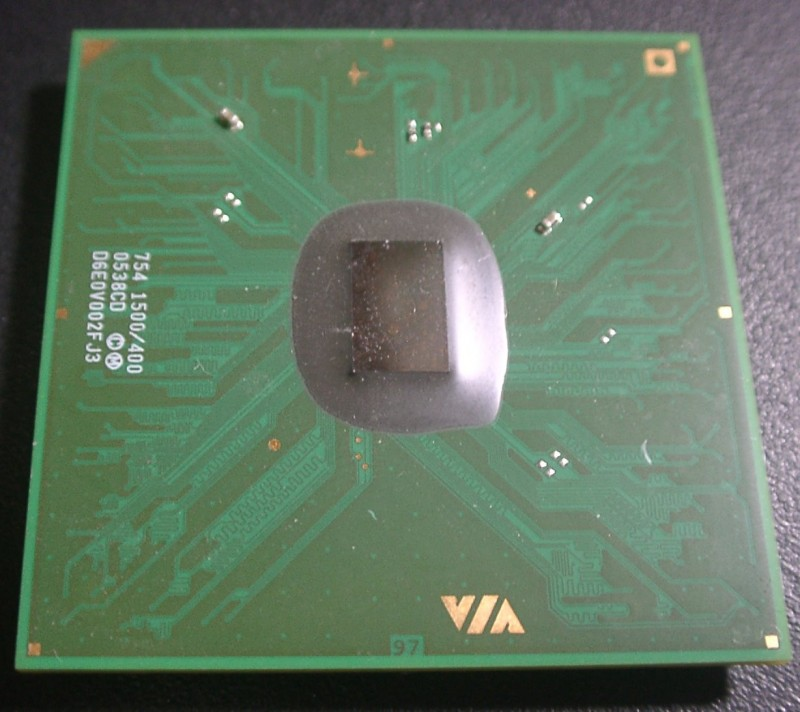
1.5GHz의 비아 C7 중앙 처리 장치

비아 C7(VIA C7)은 켄토어 테크놀로지(Centaur Technology)가 설계하고 비아 테크놀로지스가 사들인 x86 중앙 처리 장치이다.

## 종류
- C7: 데스크톱 / 노트북 (1.5~2.0GHz)
- C7-M: 휴대전화 / 임베디드 (1.5~2.0GHz)
- C7-M Ultra Low Voltage (초저전압): 휴대전화 / 임베디드 (1.0 ~ 1.6 GHz)
- C7-D: 기본 C7과 비슷하지만 유해물질 제한지침을 따르며[1] "carbon-free processor"로 에너지 사용량을 줄여 이산화탄소 소비를 줄였다고 한다.

## 같이 보기
- 인텔 아톰
- 넷북